# Final do Campeonato Brasileiro de Futebol de 1981 - Série C
A Final do Campeonato Brasileiro de Futebol da Série C de 1981 foi a 10ª final dessa competição brasileira de futebol organizada pela Confederação Brasileira de Futebol (CBF). Foi decidida por Olaria e Santo Amaro em duas partidas, e a equipe carioca saiu como vencedora.
No primeiro jogo, dia 25 de abril, o Cruzeiro venceu no Mané Garrincha pelo placar de 4–0. Uma semana depois, no estádio do Arruda, o time carioca perdeu o jogo pelo placar de 1–0 para a equipe pernambucana Santo Amaro, como o Olaria havia ganhado o primeiro com uma goleada, a equipe se sagrou como o primeiro campeão da terceira divisão nacional.

## Caminho até a final
| Olaria                | Olaria                | Olaria                | Fase            | Santo Amaro             | Santo Amaro             | Santo Amaro             |
| Adversário            | Resultado             | Jogos                 | Fase            | Adversário              | Resultado               | Jogos                   |
| --------------------- | --------------------- | --------------------- | --------------- | ----------------------- | ----------------------- | ----------------------- |
| Colatina              | 4–2                   | 1–3 (F) / 1–1 (C)     | Primeira fase   | Auto Esporte-PB         | 4–3                     | 1–0 (C) / 3–3 (F)       |
| Paranavaí             | 3–0                   | 2–0 (C) / 0–1 (F)     | Segunda fase    | Baraúnas                | 2–1                     | 1–1 (C) / 0–1 (F)       |
| São Borja e Dom Bosco | São Borja e Dom Bosco | São Borja e Dom Bosco | Terceira faseTF | Izabelense e Guarani-MG | Izabelense e Guarani-MG | Izabelense e Guarani-MG |

Legenda: (C) casa; (F) fora

## Jogos

### Primeira partida
| 25 de abril | Olaria                                       | 4 – 0 | Santo Amaro | Estádio Mané Garrincha, Rio de Janeiro |
|             | Chiquinho 13' · Zé Ica 59' · Leandro 68' 70' |       |             | Árbitro: BA Nei Andrade Maia           |

| Olaria | santo Amaro |

### Segunda partida
| 1 de maio | Santo Amaro   | 1 – 0 | Olaria | Estádio do Arruda, Recife      |
|           | Derivaldo 80' |       |        | Árbitro: CE José Leandro Serpa |

| Santo Amaro | Olaria |